# Tlalocohyla picta
Espèce
Synonymes
- Hyla picta Günther, 1901

Statut de conservation UICN

 LC  : Préoccupation mineure
Tlalocohyla picta est une espèce d'amphibiens de la famille des Hylidae.

## Répartition
Cette espèce se rencontre du niveau de la mer jusqu'à 770 m d'altitude dans les États de San Luis Potosi, de Querétaro, de Veracruz, d'Oaxaca, du Chiapas, du Tabasco, du Campeche, du Quintana Roo et du Yucatán, au Belize, au Guatemala et au Honduras,.

## Publication originale
- Günther, 1901 : Reptilia and Batrachia, Biologia Centrali-Américana, Taylor, & Francis, London, p. 1-326 (texte intégral).